# 一色田
一色田（いっしきでん）とは、荘園において一種類（一色）の賦課のみを負担していた田地のことを称する。
名田においては、官物・公事のいずれかのみを負担すればよい田地を指していたが、この場合荘園領主に納める公事を免除されて、国衙に納める官物のみを納める一色田の方が多い（荘園領主が勝手に官物を免除に出来ないため）。
「一色」など一色田に由来する地名は日本各地に残されており（一色を参照）、守護大名として知られる一色氏も元は三河国吉良荘一色（現在の愛知県西尾市一色町）を拠点とした一族である。